# آلکساندر آراکلیان
آلکساندر نیکلایی آراکلیان (ارمنی: Ալեքսանդր Նիկոլայի Առաքելյան؛  زادهٔ ۱۹۲۳ - درگذشته ۱۹۸۷) کارشناس آموزشی و پرورشی اهل ارمنستان بود.

## زندگی‌نامه
وی در ۱۹۲۳ در خناتساخ به دنیا آمد و از دانشگاه دولتی علوم پرورشی خاچاطور آبوویان ارمنستان فارغ‌التحصیل گشت. همچنین برندهٔ جوایزی همچون نشان پرچم سرخ کار و نشان پیش‌کسوت کار شده‌است. وی در ۱۹۸۷ در سن ۶۴ سالگی درگذشت.